# Las Vegas Film Critics Society Award per la migliore attrice
Il Las Vegas Film Critics Society Award per la migliore attrice è una categoria di premi assegnata da Las Vegas Film Critics Society, per la migliore attrice protagonista dell'anno.

## Vincitori
I vincitori sono indicati in grassetto.
- 1997
  - Helena Bonham Carter - Le ali dell'amore (The Wings of the Dove)
- 1998
  - Gwyneth Paltrow - Shakespeare in Love (Shakespeare in Love)
- 1999
  - Hilary Swank - Boys Don't Cry (Boys Don't Cry)
  - Annette Bening - American Beauty (American Beauty)
  - Reese Witherspoon - Election (Election)
  - Mary Elizabeth Mastrantonio - Limbo (Limbo)
  - Diane Lane - A Walk on the Moon - Complice la luna (A Walk on the Moon)
- 2000
  - Ellen Burstyn - Requiem for a Dream (Requiem for a Dream)
  - Joan Allen - The Contender (The Contender)
  - Björk - Dancer in the Dark (Dancer in the Dark)
  - Julia Roberts - Erin Brockovich - Forte come la verità (Erin Brockovich)
  - Michelle Rodriguez - Girlfight (Girlfight)
- 2001
  - Tilda Swinton - I segreti del lago (The Deep End)
  - Cate Blanchett - Charlotte Gray (Charlotte Gray)
- 2002
  - Nicole Kidman - The Hours (The Hours)
- 2003
  - Charlize Theron - Monster (Monster)
  - Nicole Kidman - Ritorno a Cold Mountain (Cold Mountain)
- 2004
  - Kate Winslet - Neverland - Un sogno per la vita (Finding Neverland) e Se mi lasci ti cancello (Eternal Sunshine of the Spotless Mind)
- 2005
  - Reese Witherspoon - Quando l'amore brucia l'anima - Walk the Line (Walk the Line)
- 2006
  - Helen Mirren - The Queen - La regina (The Queen)
- 2007
  - Ellen Page - Juno (Juno)
- 2008
  - Kate Winslet - Revolutionary Road (Revolutionary Road) e The Reader - A voce alta (The Reader)
- 2009
  - Gabourey Sidibe - Precious (film)
- 2010
  - Natalie Portman - Il cigno nero (Black Swan)
  - Annette Bening - I ragazzi stanno bene (The Kids Are All Right)
  - Jennifer Lawrence - Un gelido inverno (Winter's Bone)
  - Nicole Kidman - Rabbit Hole
  - Noomi Rapace - Uomini che odiano le donne (Män som hatar kvinnor)
- 2011
  - Michelle Williams - Marilyn (My Week with Marilyn)
- 2012
  - Jennifer Lawrence - Il lato positivo - Silver Linings Playbook (Silver Linings Playbook)
- 2013
  - Emma Thompson - Saving Mr. Banks
- 2014
  - Reese Witherspoon - Wild
- 2015
  - Brie Larson - Room
- 2016
  - Natalie Portman - Jackie
- 2017
  - Frances McDormand - Tre manifesti a Ebbing, Missouri (Three Billboards Outside Ebbing, Missouri)
  - Margot Robbie - Tonya (I, Tonya)
- 2018
  - Lady Gaga - A Star Is Born